# Mark Abraham
Mark Abraham est un astronome amateur américain.

## Biographie
Le Centre des planètes mineures le crédite de la découverte de trois astéroïdes, toutes effectuées en 1999 avec la collaboration de sa collègue et épouse Gina Fedon depuis l'observatoire privé Everstar dont ils ont la propriété à Olathe au Kansas.
| (18873) Larryrobinson | 13 novembre 1999 |
| (18883) Domegge       | 31 décembre 1999 |
| (20623) Davidyoung    | 10 octobre 1999  |